# بامبالی
بامبالی (به لاتین: Bambali) یک منطقهٔ مسکونی در گامبیا است که در North Bank Division واقع شده‌است. بامبالی ۱،۲۶۵ نفر جمعیت دارد.
فوتبالیست معروف باشگاه فوتبال بایرن‌ مونیخ و تیم ملی سنگال روستای زادگاهش بامبالی را به شهر تبدیل کرد.
مانه در احداث یک بیمارستان به قیمت 455000 پوند و یک مدرسه به مبلغ 250000 پوند مددکاری کرد و همچنین به هر خانواده 70 یورو در ماه اختصاص داده است.
منتقل کردن اینترنت 4G و ساخت پمپ بنزین، اداره پست و... از دیگر خدمات مانه برای کشورش است.